# Avions Voisin C11
L’Avions Voisin C11 est une automobile française produite de 1926 à 1928 par le constructeur Avions Voisin dont elle constitue, avec plus de deux-mille exemplaires produits, le modèle le plus vendu. Première voiture de la marque à disposer d’un moteur à six cylindres en ligne, elle est proposée à l’époque en quatre carrosseries différentes, ou sous forme de châssis nu. Plus de quinze exemplaires subsistent en France, dont deux sont classés monument historique.

## Technique
La Voisin C11 est propulsée par un six cylindres en ligne sans soupapes à chemises coulissantes de 2 326 cm3 de cylindrée,  avec un alésage de 67 mm pour une course de 110 mm. Premier six-cylindres produit en série par la marque, il est basé sur le quatre-cylindres de la C7. Développant la puissance de 66 ch à 4400 tours par minute (soit une puissance fiscale de 14 CV), il est muni d’un vilebrequin à trois paliers. Son alimentation en carburant est assurée par un carburateur Zénith double corps. Le collecteur d'échappement présente des ailettes. Le carter d'huile est en aluminium. Le liquide de refroidissement est mis en circulation grâce à un thermosiphon. La boîte de vitesses est à trois rapports, additionnée éventuellement d’un démultiplicateur permettant de disposer de six vitesses (plus une marche arrière) ; la puissance est transmise aux roues arrière selon l’architecture classique à propulsion. La vitesse de confort se monte à environ 115 km/h.
Le châssis, codé « Chassidim » dans la nomenclature de l’usine, est réalisé en tôle emboutie et supporte, outre le moteur et la transmission, des suspensions à essieux rigides et ressorts à lames semi-elliptiques aux quatre roues. Le train arrière à pont rigide est à essieu banjo, réalisé d’une seule pièce. Les freins sont à tambours aux quatre roues également.
L’usine propose la C11 soit sous forme de châssis nu, à confier par le client au carrossier de son choix, soit avec diverses carrosseries d’usine, qui évoluent selon les années. En 1926, année d’entrée en production de la voiture, seuls sont proposés le châssis nu et un cabriolet à quatre places — dit « voiture à transformation » — baptisé « Sulky ». En 1927, outre le châssis nu et le Sulky, légèrement modifié pour faire bénéficier les passagers arrière de vitres et qui reçoit le nom de code « Chassidear », la C11 est proposée avec les mêmes carrosseries que la C7 : un coupé de ville baptisé « Chasseur », une conduite intérieure à deux portes et quatre places, dite « Lumineuse » du fait de sa grande surface vitrée, référencée sous le nom « Chasserons », une conduite intérieure à quatre portes et cinq places nommée « Chasseriez », dont la carrosserie est réalisée intégralement en aluminium, et une conduite intérieure à quatre portes et six places, la « Chasselas ». En 1928, de légères modifications sont apportées à ces carrosseries, mais leurs noms restent identiques,.

## Historique
La Voisin C11 est la première voiture de Voisin à disposer d’un six cylindres. Si celui-ci est prêt dès l’automne 1925, d’ultimes mises au point retardent la présentation de la voiture jusqu’à 1926. Celle-ci reste au catalogue de la marque jusqu’en 1928, après quoi elle est remplacée, au même niveau de gamme, par la C14 qui en est une évolution. Sa production à 2 180 exemplaires, toutes carrosseries confondues, en fait le modèle le plus produit de l’histoire des automobiles Voisin.
En 1928, deux carrosseries proposées par le carrossier Manessius de Levallois-Perret, les berlines « Aquitaine » et « Champagne », sont intégrées sur décision de Gabriel Voisin au catalogue de la marque. En effet, leur conception correspond à ses idées, en particulier au niveau de l’ossature de la carrosserie, réalisée en acier et non en bois comme c’est l’usage à l’époque, ou au niveau de la répartition des masses, avec deux grands coffres montés sur les marchepieds. En 1949, une C11 Manessius Aquitaine réalisera un tour d’Europe de plus de 4 000 km, permettant de mesurer une consommation de 13 litres de carburant aux 100 km, et une consommation d’huile de  0,75 l/100 km.

## Exemplaires subsistants
Du fait de sa production en quantité élevée pour la marque, il subsiste un nombre relativement élevé de Voisin C11 au XXIe siècle, parmi lesquelles plus de quinze exemplaires étaient recensés en France en 2008.
Le 27 novembre 2008, deux d’entre elles sont classées monument historique à titre d’objet, avec l’ensemble de la collection Massimi-Marrel du château du Mouillon, dont elles font partie avec une C16. Il s’agit d’une berline de 1928, carrossée par Achard et Fontanel et présentant un intérieur en marqueterie d’acajou et bois de rose avec sellerie en cuir de pécari brun, et d’un cabriolet nommé « Valse bleue », de 1928 également, carrossé à Lyon par Simon Pralavorio avec un intérieur marqueté acajou et bois de rose et une sellerie en cuir bleu travaillé façon lézard. Toutes deux sont vendues aux enchères par Artcurial lors du salon Rétromobile 2019, la berline Achard et Fontanel pour 44 104 €, et le cabriolet Pralavorio pour  un prix compris entre 90 000 et 130 000 €. 

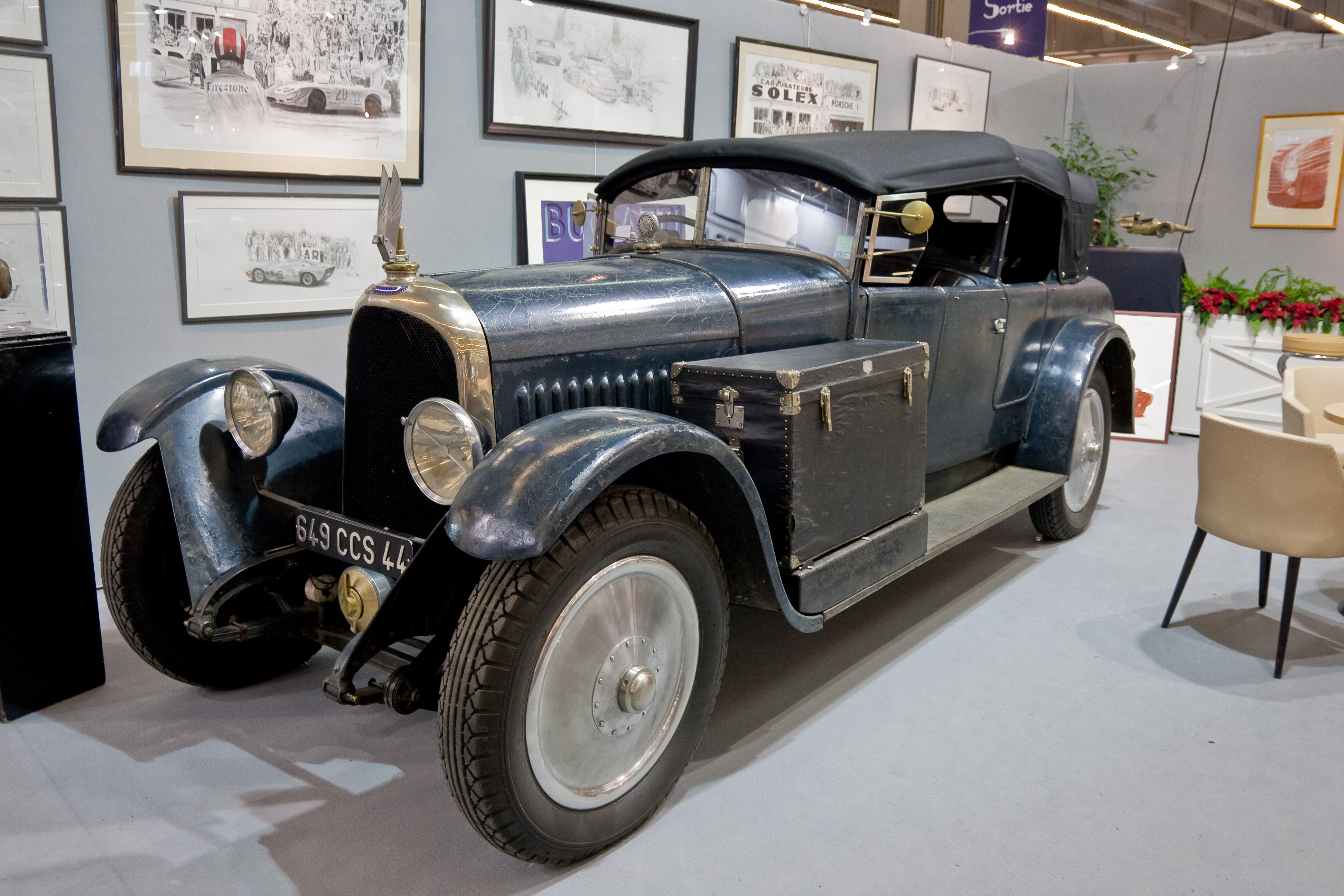
La Voisin C11 Técalémit de 1927.

Parmi les exemplaires subsistants, on compte également un modèle unique, la Voisin C11 « Técalémit », réalisée en 1927 pour l’un des dirigeants de l’entreprise éponyme, un équipementier automobile spécialisé en systèmes de graissage et de filtrage. Habillée en torpédo à deux pare-brises par le carrossier Belvalette de Boulogne-sur-mer, cette auto présente plusieurs équipements spécifiques fabriqués par Técalémit, tels que filtres à air ou à essence, systèmes de graissage, ou encore un bouchon de radiateur reprenant le logo de la marque (remplacé depuis par le bouchon traditionnel des Voisin). Retrouvée en 1999, elle est exposée aux salons Rétromobile de 2003, 2007 et 2010.
D’autres Voisin C11 continuent régulièrement à changer de mains, comme une berline de 1928 vendue 57 500 € par Bonhams au Grand Palais en 2014, une autre berline, carrossée par Feval, vendue 78 000 € à Fontainebleau en 2018, ou une berline « Lumineuse » de 1927 vendue 298 000 € lors de Rétromobile 2018.
D’autres sont exposées dans des musées. Une C11 de 1928 carrossée par Vanvooren, notamment, est visible au Volante Museum de Kirchzarten, en Allemagne.

Voisin C11 de 1928 du Volante Museum :
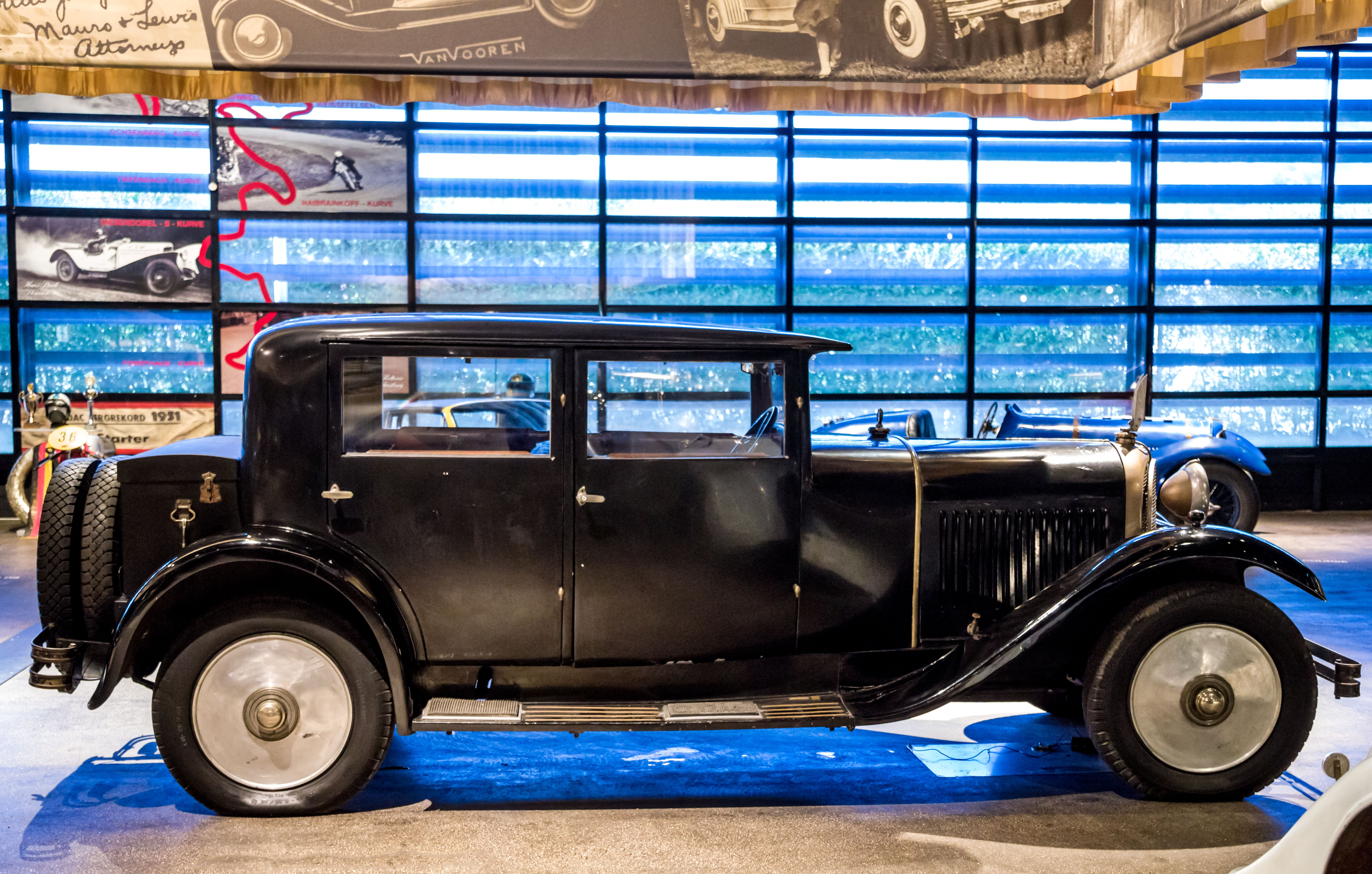
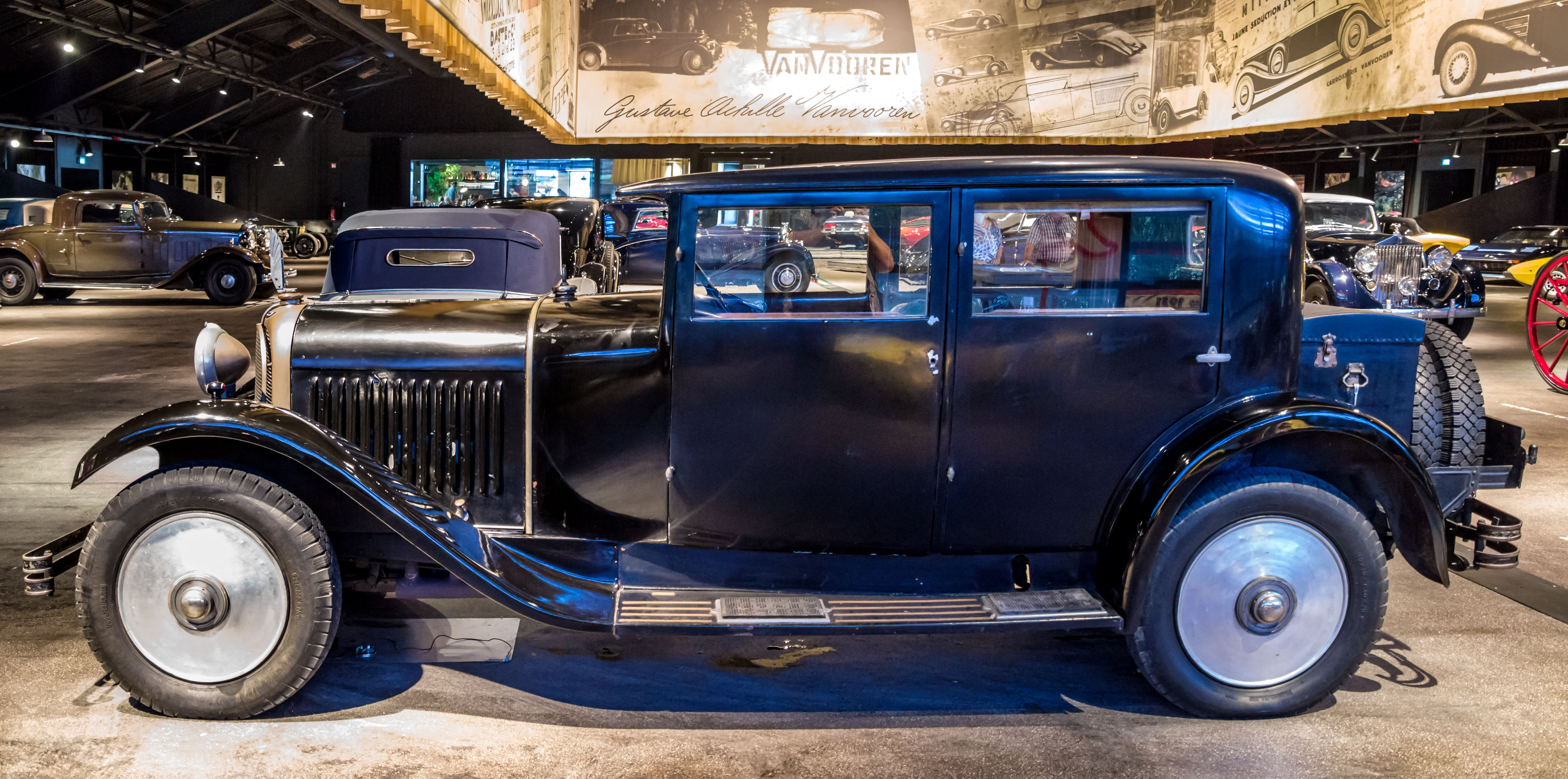
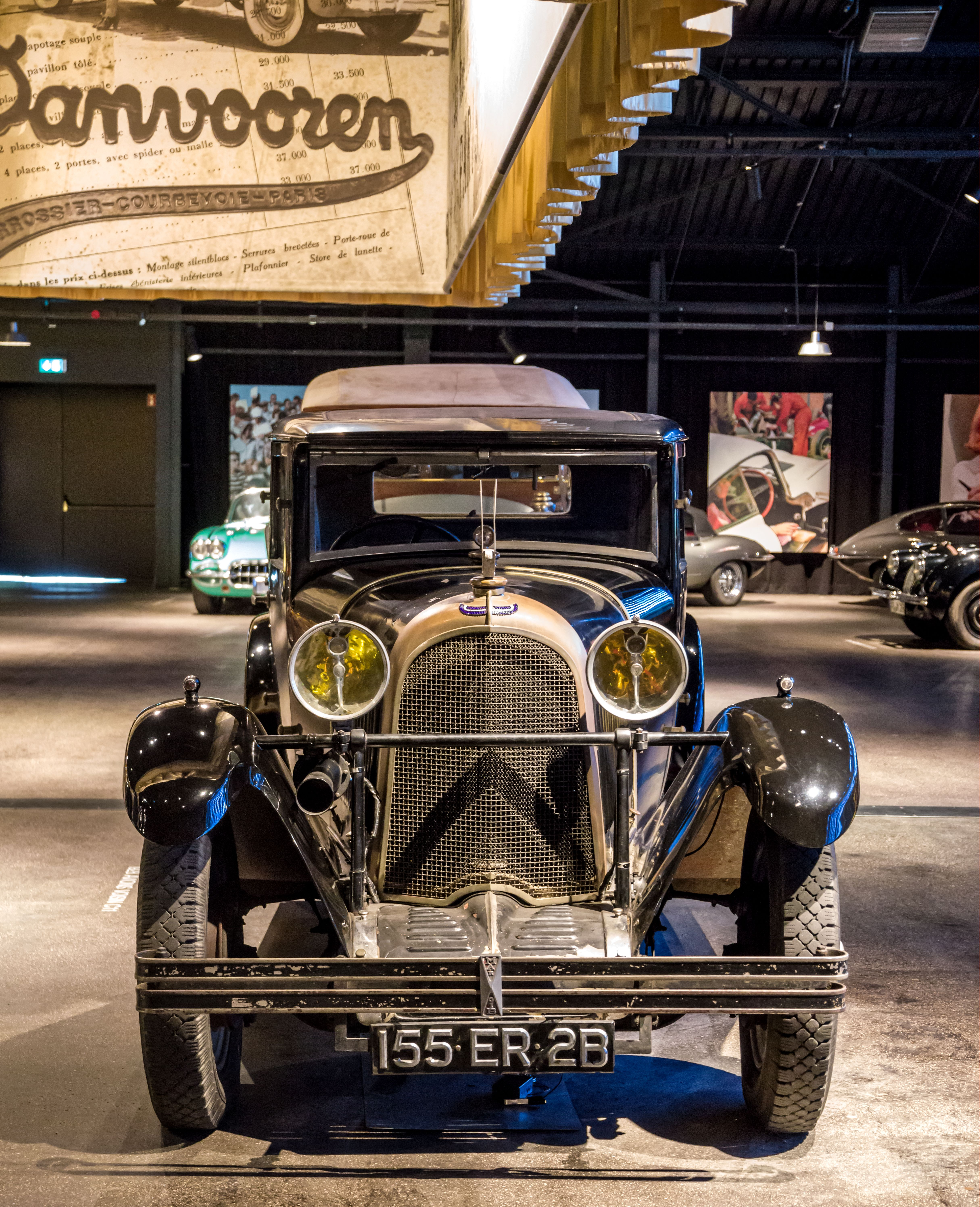
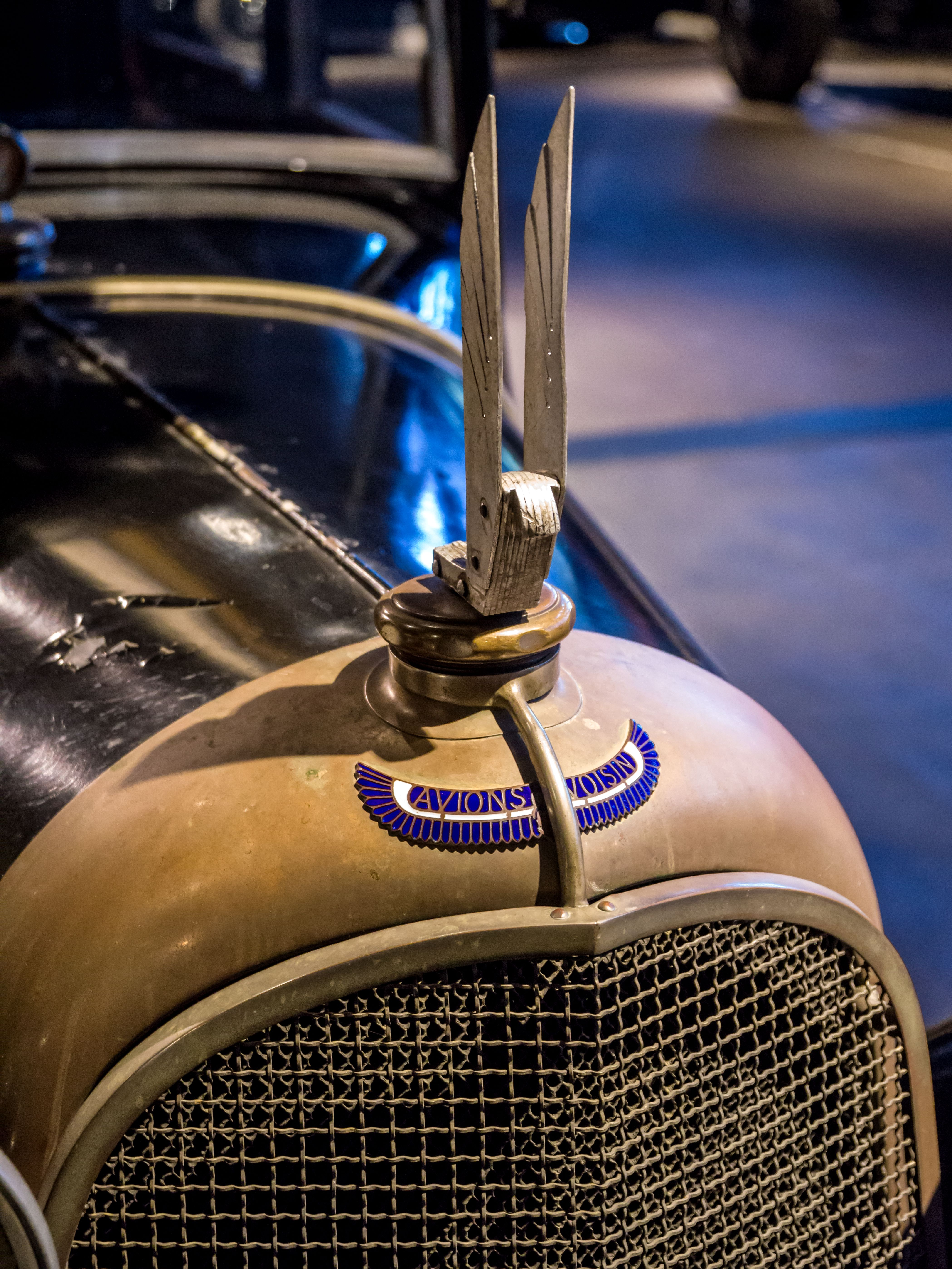